# Wilson D. Michaels
Wilson D. Michaels, egentligen Michael Dewey Wilson, född 9 januari 1970 i USA, är en amerikansk skådespelare, som kom till Sverige 1997. Han avslutade sin examen vid Master of Fine Arts vid New York University och innehar kandidatexamen i regi och i afroamerikanska studier vid Southern Methodist University i Dallas. Han har varit verksam som TV-skådespelare i Sverige och på scenen i Tyskland och grundade Kollektiva Komonq Teater i Stockholm tillsammans med sin dåvarande partner, Pelle Hanæus.

## Liv på scenen
Bland de musikaler och teatrar han varit med i räknas William Shakespeares Perikles, Trettondagsafton, Stormen, Ain't Misbehavin, samt även Grease, Miss Saigon, Lejonkungen och 42nd Street. Han har även gjort en liten karriär mellan åren 2007-2008 som sångare i Sonar Kollektiv Orkester i Berlin.

## Filmografi
- 2000 – Vintergatan 5a (TV-serie)
- 2001 – Vintergatan 5b (TV-serie)
- 2003 – Tillbaka till Vintergatan (TV-serie)
- 2010 – Vid Vintergatans slut (TV-serie) (i en kortfilm, 30 sekunder)